# Quatrième circonscription de la Seine-Saint-Denis
La quatrième circonscription de la Seine-Saint-Denis est l'une des 12 circonscriptions législatives françaises que compte le département de la Seine-Saint-Denis (93) situé en région Île-de-France.

## Description géographique et démographique
La quatrième circonscription de la Seine-Saint-Denis est délimitée par le découpage électoral de la loi n°86-1197 du 24 novembre 1986
, elle regroupe les divisions administratives suivantes : Cantons du Blanc-Mesnil, Stains ; Commune de Dugny.
D'après le recensement général de la population en 1999, réalisé par l'Institut national de la statistique et des études économiques (Insee), la population de cette circonscription est estimée à 88299 habitants,. Réévaluée selon le millésime 2006 à 96 000 habitants, cette circonscription est la moins peuplée de la Seine-Saint-Denis, département promis à perdre un de ses treize députés lors du redécoupage électoral de 2009. Aussi, La Courneuve, (alors incluse dans la troisième circonscription) est-elle rattachée à cette circonscription, ce qui provoque une polémique de la part du député Daniel Goldberg, alors député de la troisième circonscription.

## Historique des députations
| Législature | Début de mandat | Fin de mandat  | Député               | Parti politique | Observations |
| ----------- | --------------- | -------------- | -------------------- | --------------- | --- |
| IXe         | 23 juin 1988    | 1er avril 1993 | Louis Pierna         | PCF             | maire de Stains |
| Xe          | 2 avril 1993    | 21 avril 1997  | Louis Pierna,        | PCF,            | maire de Stains Mandat écourté à la suite d'une dissolution parlementaire décidée par Jacques Chirac.                                                            |
| XIe         | 12 juin 1997    | 18 juin 2002   | Daniel Feurtet       | PCF             | En remplacement de Marie-George Buffet, nommée au gouvernement ; maire du Blanc-Mesnil                                                                           |
| XIIe        | 19 juin 2002    | 19 juin 2007   | Marie-George Buffet, | PCF,            | |
| XIIIe       | 20 juin 2007    | 19 juin 2012   | Marie-George Buffet  | PCF             | |
| XIVe        | 20 juin 2012    | 20 juin 2017   | Marie-George Buffet  | PCF             | |
| XVe         | 21 juin 2017    | 21 juin 2022   | Marie-George Buffet  | PCF             | élue avec le soutien de La France insoumise |
| XVIe        | 22 juin 2022    | 9 juin 2024    | Soumya Bourouaha     | PCF             | Élue avec le soutien de la Nouvelle Union Populaire Écologique et Sociale Mandat écourté à la suite d'une dissolution parlementaire décidée par Emmanuel Macron. |
| XVIIe       | 8 juillet 2024  | En cours       | Soumya Bourouaha     | PCF             | |

## Historique des élections

### Élections de 1967
|                | Maurice Nilès élu     | PCF            | 29 833 | 56,87  |  |  |  |
|                | Jacques Depin         | UD-Ve          | 14 728 | 28,08  |  |  |  |
|                | Jean Fontaine         | CD (PDM)       | 2 903  | 5,53   |  |  |  |
|                | Jacques-Arnaud Penent | SFIO (FGDS)    | 2 902  | 5,53   |  |  |  |
|                | André Sochon          | PSU            | 2 089  | 3,98   |  |  |  |
|                |                       |                |        |        |  |  |  |
| Inscrits       | Inscrits              | Inscrits       | 62 879 | 100,00 |  |  |  |
| Abstentions    | Abstentions           | Abstentions    | 9 431  | 15     |  |  |  |
| Votants        | Votants               | Votants        | 53 448 | 85     |  |  |  |
| Blancs et nuls | Blancs et nuls        | Blancs et nuls | 993    | 1,86   |  |  |  |
| Exprimés       | Exprimés              | Exprimés       | 52 455 | 98,14  |  |  |  |

Georges Valbon, vice-président du conseil général, maire de Bobigny était le suppléant de Maurice Nilès.

### Élections de 1968
|                | Maurice Nilès sortant réélu | PCF            | 26 407 | 53,03  |  |  |  |
|                | Guy David                   | UDR (URP)      | 14 812 | 29,74  |  |  |  |
|                | Jean Coville                | CD (PDM)       | 3 411  | 6,85   |  |  |  |
|                | Michel Lefranc              | PSU            | 2 263  | 4,54   |  |  |  |
|                | Pierre Duchet               | SFIO (FGDS)    | 2 193  | 4,4    |  |  |  |
|                | J.M. Degueldre              | TD             | 714    | 1,43   |  |  |  |
|                |                             |                |        |        |  |  |  |
| Inscrits       | Inscrits                    | Inscrits       | 61 549 | 100,00 |  |  |  |
| Abstentions    | Abstentions                 | Abstentions    | 11 112 | 18,05  |  |  |  |
| Votants        | Votants                     | Votants        | 50 437 | 81,95  |  |  |  |
| Blancs et nuls | Blancs et nuls              | Blancs et nuls | 637    | 1,26   |  |  |  |
| Exprimés       | Exprimés                    | Exprimés       | 49 800 | 98,74  |  |  |  |

Georges Valbon était le suppléant de Maurice Nilès.

### Élections de 1973
|                | Maurice Nilès sortant réélu | PCF            | 29 628 | 58,16  |  |  |  |
|                | Georges Perriniaux          | UDR (URP)      | 9 037  | 17,74  |  |  |  |
|                | Gérard Fuzier               | PS (UGSD)      | 4 782  | 9,39   |  |  |  |
|                | Michel Tellier              | Divers droite  | 2 442  | 4,79   |  |  |  |
|                | Bernadette Serret           | Divers droite  | 2 153  | 4,23   |  |  |  |
|                | Jean-Claude Montaigu        | PSU            | 1 830  | 3,59   |  |  |  |
|                | Gérard Saunal               | LO             | 1 066  | 2,09   |  |  |  |
|                |                             |                |        |        |  |  |  |
| Inscrits       | Inscrits                    | Inscrits       | 64 249 | 100,00 |  |  |  |
| Abstentions    | Abstentions                 | Abstentions    | 11 876 | 18,48  |  |  |  |
| Votants        | Votants                     | Votants        | 52 373 | 81,52  |  |  |  |
| Blancs et nuls | Blancs et nuls              | Blancs et nuls | 1 435  | 2,74   |  |  |  |
| Exprimés       | Exprimés                    | Exprimés       | 50 938 | 97,26  |  |  |  |

Raymond Chapin, typographe, maire adjoint de Bobigny était le suppléant de Maurice Nilès.

### Élections de 1978
|                | Maurice Nilès sortant réélu | PCF            | 28 508 | 50,84  |  |  |  |
|                | Jean-Louis Auzan            | PS             | 8 248  | 14,71  |  |  |  |
|                | Daniel Guyot                | UDF (PR)       | 7 984  | 14,24  |  |  |  |
|                | Bernard Chardenet           | RPR            | 7 269  | 12,96  |  |  |  |
|                | Christian Chardon           | PSU (FA)       | 1 799  | 3,21   |  |  |  |
|                | Éliane Liberatore           | Divers         | 1 155  | 2,06   |  |  |  |
|                | Philippe Gaillard           | LO             | 848    | 1,51   |  |  |  |
|                | Marie-Claire Quenel         | LCR            | 264    | 0,47   |  |  |  |
|                |                             |                |        |        |  |  |  |
| Inscrits       | Inscrits                    | Inscrits       | 70 976 | 100,00 |  |  |  |
| Abstentions    | Abstentions                 | Abstentions    | 13 897 | 19,58  |  |  |  |
| Votants        | Votants                     | Votants        | 57 079 | 80,42  |  |  |  |
| Blancs et nuls | Blancs et nuls              | Blancs et nuls | 1 004  | 1,76   |  |  |  |
| Exprimés       | Exprimés                    | Exprimés       | 56 075 | 98,24  |  |  |  |

Le suppléant de Maurice Nilès était Raymond Chapin, Premier adjoint au maire de Bobigny.

### Élections de 1981
|                | Maurice Nilès sortant réélu | PCF            | 26 255 | 55,12  |  |  |  |
|                | Jean-Louis Auzan            | PS             | 11 070 | 23,24  |  |  |  |
|                | Jean-Michel Legrand         | UDF (PR)       | 9 301  | 19,53  |  |  |  |
|                | Alain Roulaud               | LO             | 613    | 1,29   |  |  |  |
|                | Marie-Hélène Morice         | LCR            | 388    | 0,81   |  |  |  |
|                |                             |                |        |        |  |  |  |
| Inscrits       | Inscrits                    | Inscrits       | 73 805 | 100,00 |  |  |  |
| Abstentions    | Abstentions                 | Abstentions    | 25 471 | 34,51  |  |  |  |
| Votants        | Votants                     | Votants        | 48 334 | 65,49  |  |  |  |
| Blancs et nuls | Blancs et nuls              | Blancs et nuls | 707    | 1,46   |  |  |  |
| Exprimés       | Exprimés                    | Exprimés       | 47 627 | 98,54  |  |  |  |

Le suppléant de Maurice Nilès était Raymond Chapin.

### Élections de 1988
| Candidat       | Candidat               | Parti             | Premier tour | Premier tour | Second tour | Second tour |  |
| Candidat       | Candidat               | Parti             | Voix         | %            | Voix        | %           |  |
| -------------- | ---------------------- | ----------------- | ------------ | ------------ | ----------- | ----------- |  |
|                | Louis Pierna élu       | PCF               | 9 942        | 36,88        | 15 635      | 100,00      |  |
|                | Gérard Fuchs sortant   | PS                | 6 280        | 23,3         | Retrait     | Retrait     |  |
|                | Jean-Claude Boussaguet | RPR (URC)         | 4 792        | 17,78        |             |             |  |
|                | Yves Baudouin          | FN                | 4 580        | 16,99        |             |             |  |
|                | Martine Martin         | Divers écologiste | 1 073        | 3,98         |             |             |  |
|                | René Legrand           | Extrême gauche    | 291          | 1,08         |             |             |  |
|                | Marie-Josèphe Morange  | POE               | 0            | 0            |             |             |  |
|                |                        |                   |              |              |             |             |  |
| Inscrits       | Inscrits               | Inscrits          | 46 927       | 100,00       | 46 871      | 100,00      |  |
| Abstentions    | Abstentions            | Abstentions       | 19 602       | 41,77        | 25 069      | 53,49       |  |
| Votants        | Votants                | Votants           | 27 325       | 58,23        | 21 802      | 46,51       |  |
| Blancs et nuls | Blancs et nuls         | Blancs et nuls    | 367          | 1,34         | 6 167       | 28,29       |  |
| Exprimés       | Exprimés               | Exprimés          | 26 958       | 98,66        | 15 635      | 71,71       |  |

Le suppléant de Louis Pierna était Robert Frégossy, conseiller général, maire du Blanc-Mesnil.

### Élections de 1993
| Candidat       | Candidat                   | Parti          | Premier tour | Premier tour | Second tour | Second tour |  |
| Candidat       | Candidat                   | Parti          | Voix         | %            | Voix        | %           |  |
| -------------- | -------------------------- | -------------- | ------------ | ------------ | ----------- | ----------- |  |
|                | Louis Pierna sortant réélu | PCF            | 7 827        | 28,72        | 14 137      | 52,53       |  |
|                | André Veyssière            | RPR (UPF)      | 7 424        | 27,24        | 12 776      | 47,47       |  |
|                | Yves Baudouin              | FN             | 5 016        | 18,4         |             |             |  |
|                | Gérard Fuchs               | PS (ADFP)      | 2 772        | 10,17        |             |             |  |
|                | Patrick Benkemoun          | Les Verts (EÉ) | 1 615        | 5,93         |             |             |  |
|                | Nicole Fischer             | LT-LNÉ         | 794          | 2,91         |             |             |  |
|                | Philippe Gaillard          | LO             | 463          | 1,7          |             |             |  |
|                | Joël Demare                | AP             | 431          | 1,58         |             |             |  |
|                | Michèle Gapin              | Divers         | 367          | 1,35         |             |             |  |
|                | Jean-Yves Ramassamy        | Régionaliste   | 256          | 0,94         |             |             |  |
|                | Édouard Ciejka             | PT             | 198          | 0,73         |             |             |  |
|                | Christian Surmonne         | LCR            | 92           | 0,34         |             |             |  |
|                |                            |                |              |              |             |             |  |
| Inscrits       | Inscrits                   | Inscrits       | 43 867       | 100,00       | 43 866      | 100,00      |  |
| Abstentions    | Abstentions                | Abstentions    | 15 647       | 35,67        | 15 480      | 35,29       |  |
| Votants        | Votants                    | Votants        | 28 220       | 64,33        | 28 386      | 64,71       |  |
| Blancs et nuls | Blancs et nuls             | Blancs et nuls | 965          | 3,42         | 1 473       | 5,19        |  |
| Exprimés       | Exprimés                   | Exprimés       | 27 255       | 96,58        | 26 913      | 94,81       |  |

Robert Frégossy, conseiller général, maire du Blanc-Mesnil, était le suppléant de Louis Pierna.

### Élections de 1997
| Candidat       | Candidat                 | Parti          | Premier tour | Premier tour | Second tour | Second tour |  |
| Candidat       | Candidat                 | Parti          | Voix         | %            | Voix        | %           |  |
| -------------- | ------------------------ | -------------- | ------------ | ------------ | ----------- | ----------- |  |
|                | Marie-George Buffet élue | PCF            | 7 055        | 27,52        | 16 232      | 64,99       |  |
|                | Yves Baudouin            | FN             | 5 891        | 22,98        | 8 743       | 35,01       |  |
|                | André Veyssière          | RPR            | 4 802        | 18,73        |             |             |  |
|                | Alain Ramos              | PS             | 4 734        | 18,46        |             |             |  |
|                | Jean-Yves Souben         | Les Verts      | 904          | 3,53         |             |             |  |
|                | Philippe Gaillard        | LO             | 723          | 2,82         |             |             |  |
|                | Gilbert Auslander        | MPF (LDI)      | 389          | 1,52         |             |             |  |
|                | Salomon Sabbah           | GÉ             | 374          | 1,46         |             |             |  |
|                | Sylviane Lassarre        | MÉI            | 255          | 0,99         |             |             |  |
|                | Ramon Cobo               | PT             | 218          | 0,85         |             |             |  |
|                | Bernard Lemasson         | US4J           | 170          | 0,66         |             |             |  |
|                | Jean-Yves Ramassamy      | MDR            | 124          | 0,48         |             |             |  |
|                | Angèle Ségura            | PG             | 1            | 0            |             |             |  |
|                |                          |                |              |              |             |             |  |
| Inscrits       | Inscrits                 | Inscrits       | 43 294       | 100,00       | 43 294      | 100,00      |  |
| Abstentions    | Abstentions              | Abstentions    | 16 781       | 38,76        | 16 082      | 37,15       |  |
| Votants        | Votants                  | Votants        | 26 513       | 61,24        | 27 212      | 62,85       |  |
| Blancs et nuls | Blancs et nuls           | Blancs et nuls | 873          | 3,29         | 2 237       | 8,22        |  |
| Exprimés       | Exprimés                 | Exprimés       | 25 640       | 96,71        | 24 975      | 91,78       |  |

Le suppléant de Marie-George Buffet était Daniel Feurtet, maire du Blanc-Mesnil. Il remplaça Marie-George Buffet, nommée membre du Gouvernement, du 5 juillet 1997 au 18 juin 2002.

### Élections de 2002
| Candidat       | Candidat                            | Parti            | Premier tour | Premier tour | Second tour | Second tour |  |
| Candidat       | Candidat                            | Parti            | Voix         | %            | Voix        | %           |  |
| -------------- | ----------------------------------- | ---------------- | ------------ | ------------ | ----------- | ----------- |  |
|                | Marie-George Buffet sortante réélue | PCF              | 6 634        | 29,25        | 11 498      | 56,71       |  |
|                | André Veyssière                     | UMP              | 5 406        | 23,84        | 8 778       | 43,29       |  |
|                | Yves Baudouin                       | FN               | 3 951        | 17,42        |             |             |  |
|                | Nicole Riou                         | PS               | 3 453        | 15,23        |             |             |  |
|                | Marc Boulanger                      | Divers droite    | 969          | 4,27         |             |             |  |
|                | Jean-Yves Souben                    | Les Verts        | 582          | 2,57         |             |             |  |
|                | Omar Mahi                           | Divers gauche    | 424          | 1,87         |             |             |  |
|                | Philippe Brard                      | LCR              | 228          | 1,01         |             |             |  |
|                | Michelle Coste                      | MNR              | 213          | 0,94         |             |             |  |
|                | Cécile Binart                       | LO               | 203          | 0,9          |             |             |  |
|                | Françoise Robineau                  | Pôle républicain | 196          | 0,86         |             |             |  |
|                | Carine Pélegrin                     | GÉ               | 165          | 0,73         |             |             |  |
|                | Jean-Yves Ramassamy                 | Divers gauche    | 87           | 0,38         |             |             |  |
|                | Tanguy Lorre                        | PT               | 63           | 0,28         |             |             |  |
|                | Sabine Sicot                        | MÉI              | 54           | 0,24         |             |             |  |
|                | Martine Mazza                       | Extrême gauche   | 51           | 0,22         |             |             |  |
|                |                                     |                  |              |              |             |             |  |
| Inscrits       | Inscrits                            | Inscrits         | 41 635       | 100,00       | 41 627      | 100,00      |  |
| Abstentions    | Abstentions                         | Abstentions      | 18 553       | 44,56        | 20 608      | 49,51       |  |
| Votants        | Votants                             | Votants          | 23 082       | 55,44        | 21 019      | 50,49       |  |
| Blancs et nuls | Blancs et nuls                      | Blancs et nuls   | 403          | 1,75         | 743         | 3,53        |  |
| Exprimés       | Exprimés                            | Exprimés         | 22 679       | 98,25        | 20 276      | 96,47       |  |

Le suppléant de Marie-George Buffet était Daniel Feurtet.

### Élections de 2007
| Candidat       | Candidat                            | Parti          | Premier tour | Premier tour | Second tour | Second tour |  |
| Candidat       | Candidat                            | Parti          | Voix         | %            | Voix        | %           |  |
| -------------- | ----------------------------------- | -------------- | ------------ | ------------ | ----------- | ----------- |  |
|                | Thierry Meignen                     | UMP            | 7 536        | 34,35        | 9 682       | 44          |  |
|                | Marie-George Buffet sortante réélue | PCF            | 7 078        | 32,26        | 12 324      | 56          |  |
|                | Marie-Pierre Ramos                  | PS             | 3 411        | 15,55        |             |             |  |
|                | Alain Geoffroy                      | FN             | 1 180        | 5,38         |             |             |  |
|                | Marc Boulanger                      | DLR            | 726          | 3,31         |             |             |  |
|                | Francis Morin                       | Les Verts      | 514          | 2,34         |             |             |  |
|                | Virginie Megevand                   | LCR            | 484          | 2,21         |             |             |  |
|                | Omar Mahi                           | Divers         | 339          | 1,55         |             |             |  |
|                | France Barbet                       | MNR            | 189          | 0,86         |             |             |  |
|                | Carine Pelegrin Legris              | GÉ             | 178          | 0,81         |             |             |  |
|                | Sophie Robin                        | LO             | 172          | 0,78         |             |             |  |
|                | Marie-France Roisin                 | Divers         | 121          | 0,55         |             |             |  |
|                | Soria Ourahmoune                    | Divers         | 12           | 0,05         |             |             |  |
|                |                                     |                |              |              |             |             |  |
| Inscrits       | Inscrits                            | Inscrits       | 45 413       | 100,00       | 45 413      | 100,00      |  |
| Abstentions    | Abstentions                         | Abstentions    | 22 974       | 50,59        | 22 834      | 50,28       |  |
| Votants        | Votants                             | Votants        | 22 439       | 49,41        | 22 579      | 49,72       |  |
| Blancs et nuls | Blancs et nuls                      | Blancs et nuls | 499          | 2,22         | 573         | 2,54        |  |
| Exprimés       | Exprimés                            | Exprimés       | 21 940       | 97,78        | 22 006      | 97,46       |  |

### Élections de 2012
| Candidat       | Candidat                            | Parti                   | Premier tour | Premier tour | Second tour | Second tour |  |
| Candidat       | Candidat                            | Parti                   | Voix         | %            | Voix        | %           |  |
| -------------- | ----------------------------------- | ----------------------- | ------------ | ------------ | ----------- | ----------- |  |
|                | Marie-George Buffet sortante réélue | FG (PCF)                | 8 731        | 33,64        | 15 031      | 100,00      |  |
|                | Najia Amzal                         | PS                      | 7 914        | 30,49        | Retrait     | Retrait     |  |
|                | Thierry Meignen                     | UMP (NC, MPF, LGM, PRV) | 4 339        | 16,72        |             |             |  |
|                | Gilles Clavel                       | RBM (FN)                | 3 511        | 13,53        |             |             |  |
|                | Estelle Vulliez                     | EÉLV                    | 496          | 1,91         |             |             |  |
|                | Edwin Legris                        | AC                      | 424          | 1,63         |             |             |  |
|                | Line Teboul-Roques                  | POI                     | 147          | 0,57         |             |             |  |
|                | Aurélie Murua                       | NPA                     | 145          | 0,56         |             |             |  |
|                | Serge Fournet                       | LO                      | 144          | 0,55         |             |             |  |
|                | Chancard Moïse Kanga                | PCD                     | 104          | 0,40         |             |             |  |
|                |                                     |                         |              |              |             |             |  |
| Inscrits       | Inscrits                            | Inscrits                | 60 162       | 100,00       | 60 162      | 100,00      |  |
| Abstentions    | Abstentions                         | Abstentions             | 33 688       | 56           | 40 677      | 67,61       |  |
| Votants        | Votants                             | Votants                 | 26 474       | 44           | 19 485      | 32,39       |  |
| Blancs et nuls | Blancs et nuls                      | Blancs et nuls          | 519          | 1,96         | 4 454       | 22,86       |  |
| Exprimés       | Exprimés                            | Exprimés                | 25 955       | 98,04        | 15 031      | 77,14       |  |

### Élections de 2017
|                                                                                       |                                                                                        |                           |                           |                          |                          |
|                                                                                       |                                                                                        | Premier tour 11 juin 2017 | Premier tour 11 juin 2017 | Second tour 18 juin 2017 | Second tour 18 juin 2017 |
|                                                                                       |                                                                                        |                           |                           |                          |                          |
|                                                                                       |                                                                                        | Nombre                    | % des inscrits            | Nombre                   | % des inscrits           |
| Inscrits                                                                              | Inscrits                                                                               | 60 977                    | 100,00                    | 60 977                   | 100,00                   |
| Abstentions                                                                           | Abstentions                                                                            | 40 716                    | 66,77                     | 42 913                   | 70,38                    |
| Votants                                                                               | Votants                                                                                | 20 261                    | 33,23                     | 18 064                   | 29,62                    |
|                                                                                       |                                                                                        |                           | % des votants             |                          | % des votants            |
| Bulletins blancs                                                                      | Bulletins blancs                                                                       | 527                       | 2,60                      | 1 066                    | 5,90                     |
| Bulletins nuls                                                                        | Bulletins nuls                                                                         | 138                       | 0,68                      | 352                      | 1,95                     |
| Suffrages exprimés                                                                    | Suffrages exprimés                                                                     | 19 596                    | 96,72                     | 16 646                   | 92,15                    |
|                                                                                       |                                                                                        |                           |                           |                          |                          |
| Candidat Étiquette politique (partis et alliances)                                    | Candidat Étiquette politique (partis et alliances)                                     | Voix                      | % des exprimés            | Voix                     | % des exprimés           |
|                                                                                       |                                                                                        |                           |                           |                          |                          |
|                                                                                       | Marie-George Buffet (députée sortante) Parti communiste français (La France insoumise) | 6 428                     | 32,80                     | 9 926                    | 59,63                    |
|                                                                                       | Prisca Thévenot La République en marche !                                              | 4 939                     | 25,20                     | 6 720                    | 40,37                    |
|                                                                                       | Christine Cerrigone Les Républicains (Union des démocrates et indépendants)            | 3 434                     | 17,52                     |                          |                          |
|                                                                                       | Gilles Clavel Front national                                                           | 2 029                     | 10,35                     |                          |                          |
|                                                                                       | Najia Amzal Parti socialiste                                                           | 1 300                     | 6,63                      |                          |                          |
|                                                                                       | Nabiha Rezkalla Europe Écologie Les Verts                                              | 556                       | 2,84                      |                          |                          |
|                                                                                       | Serge Fournet Lutte ouvrière                                                           | 252                       | 1,29                      |                          |                          |
|                                                                                       | Lahcène Charrouf Divers                                                                | 241                       | 1,23                      |                          |                          |
|                                                                                       | Nicolas Bresteau Divers (Union populaire républicaine)                                 | 228                       | 1,16                      |                          |                          |
|                                                                                       | Alain Bozaric Écologiste (Allons enfants !)                                            | 189                       | 0,96                      |                          |                          |
| Source : Ministère de l'Intérieur - Quatrième circonscription de la Seine-Saint-Denis |                                                                                        |                           |                           |                          |                          |

### Élections de 2022
|                                                    |                                                                                           |                           |                           |                          |                          |
|                                                    |                                                                                           | Premier tour 12 juin 2022 | Premier tour 12 juin 2022 | Second tour 19 juin 2022 | Second tour 19 juin 2022 |
|                                                    |                                                                                           |                           |                           |                          |                          |
|                                                    |                                                                                           | Nombre                    | % des inscrits            | Nombre                   | % des inscrits           |
| Inscrits                                           | Inscrits                                                                                  |                           | 100,00                    |                          | 100,00                   |
| Abstentions                                        | Abstentions                                                                               |                           | 67,81                     |                          |                          |
| Votants                                            | Votants                                                                                   |                           | 32,19                     |                          |                          |
|                                                    |                                                                                           |                           | % des votants             |                          | % des votants            |
| Bulletins blancs                                   | Bulletins blancs                                                                          | 506                       | 2,41                      |                          |                          |
| Bulletins nuls                                     | Bulletins nuls                                                                            | 131                       | 0,63                      |                          |                          |
| Suffrages exprimés                                 | Suffrages exprimés                                                                        |                           | 96,96                     |                          |                          |
|                                                    |                                                                                           |                           |                           |                          |                          |
| Candidat Étiquette politique (partis et alliances) | Candidat Étiquette politique (partis et alliances)                                        | Voix                      | % des exprimés            | Voix                     | % des exprimés           |
|                                                    |                                                                                           |                           |                           |                          |                          |
|                                                    | Soumya Bourouaha Nouvelle Union populaire écologique et sociale Parti communiste français | 7 341                     | 36,13                     | 12 832                   | 100,00                   |
|                                                    | Azzédine Taïbi Parti communiste français diss.                                            | 4 355                     | 21,43                     | Retrait                  | Retrait                  |
|                                                    | Colette Lévêque Rassemblement national                                                    | 2 290                     | 11,27                     |                          |                          |
|                                                    | Lova Rinel Ensemble                                                                       | 2 007                     | 9,88                      |                          |                          |
|                                                    | Aly Diouara Sans étiquette                                                                | 1 768                     | 8,70                      |                          |                          |
|                                                    | Marie-Claude Goureau Les Républicains                                                     | 975                       | 4,80                      |                          |                          |
|                                                    | Vanessa Pettitt Reconquête                                                                | 625                       | 3,08                      |                          |                          |
|                                                    | Stéphane Sourdillat Parti animaliste                                                      | 271                       | 1,33                      |                          |                          |
|                                                    | Sonia Attig Divers gauche                                                                 | 224                       | 1,10                      |                          |                          |
|                                                    | Marlène Ley Lutte ouvrière                                                                | 205                       | 1,01                      |                          |                          |
|                                                    | Zouhairr Ech-Chetouani Union des démocrates musulmans français                            | 178                       | 0,88                      |                          |                          |
|                                                    | Sabine Desboeuf Parti ouvrier indépendant démocratique                                    | 82                        | 0,40                      |                          |                          |

### Élections de 2024
- Députée sortante : Soumya Bourouaha (Parti communiste français)

| Candidat                 | Candidat                 | Parti et coalition       | Nuances                  | Premier tour | Premier tour | Second tour | Second tour |
| Candidat                 | Candidat                 | Parti et coalition       | Nuances                  | Voix         | %            | Voix        | %           |
| ------------------------ | ------------------------ | ------------------------ | ------------------------ | ------------ | ------------ | ----------- | ----------- |
|                          | Soumya Bourouaha         | PCF (NFP)                | UG                       | 15 760       | 44,52        | 19 486      | 69,98       |
|                          | Mohamed Awad,            | LFI - SSDAC              | FI                       | 8 462        | 23,90        | 8 361       | 30,02       |
|                          | Colette Lévêque          | RN                       | RN                       | 5 839        | 16,49        |             |             |
|                          | Hamza Rabehi             | RE (ENS)                 | ENS                      | 2 429        | 6,86         |             |             |
|                          | Micaël Vaz               | LR                       | LR                       | 1 982        | 5,60         |             |             |
|                          | Marlène Ley              | LO                       | EXG                      | 344          | 0,97         |             |             |
|                          | Amirdine Farouk          | SE                       | DIV                      | 335          | 0,95         |             |             |
|                          | Sonia Attig              | SE                       | DVG                      | 105          | 0,30         |             |             |
|                          | Omar Mirali              | SE                       | DIV                      | 102          | 0,29         |             |             |
|                          | Matthieu Belin           | NPA-R                    | EXG                      | 25           | 0,07         |             |             |
|                          | Virginie Pottier         | SE                       | DVD                      | 16           | 0,06         |             |             |
|                          |                          |                          |                          |              |              |             |             |
| Suffrages exprimés       | Suffrages exprimés       | Suffrages exprimés       | Suffrages exprimés       | 35 399       | 96,98        | 27 847      | 87,60       |
| Votes blancs             | Votes blancs             | Votes blancs             | Votes blancs             | 811          | 2,22         | 3 227       | 10,15       |
| Votes nuls               | Votes nuls               | Votes nuls               | Votes nuls               | 291          | 0,80         | 713         | 2,24        |
| Total                    | Total                    | Total                    | Total                    | 36 501       | 100          | 31 787      | 100         |
| Abstention               | Abstention               | Abstention               | Abstention               | 30 936       | 45,87        | 35 681      | 52,89       |
| Inscrits / participation | Inscrits / participation | Inscrits / participation | Inscrits / participation | 67 437       | 54,13        | 67 468      | 47,11       |